# (434390) 2005 CH81
(434390) 2005 CH81, também escrito como (434390) 2005 CH81, é um corpo menor que está localizado no disco disperso, uma região do Sistema Solar. Ele possui uma magnitude absoluta de 8,2 e tem um diâmetro estimado com cerca de 101 km.

## Descoberta
(434390) 2005 CH81 foi descoberto no dia 10 de fevereiro de 2005 pelo Canada-France Ecliptic Plane Survey.

## Órbita
A órbita de (434390) 2005 CH81 tem uma excentricidade de 0,325 e possui um semieixo maior de 55,780 UA. O seu periélio leva o mesmo a uma distância de 37,632 UA em relação ao Sol e seu afélio a 73,928 UA.